# Талсуатський сільський округ
Талсуа́тський сільський округ (каз. Талсуат ауылдық округі, рос. Талсуатский сельский округ) — адміністративна одиниця у складі Кизилординської міської адміністрації Кизилординської області Казахстану. Адміністративний центр та єдиний населений пункт — село Талсуат.
Населення — 2497 осіб (2021; 1153 у 2009, 931 у 1999, 238 у 1989).
Станом на 1989 рік існувала Кизилжарминська сільська рада (села Александровське, Караул-Тюбе, Кизилжарма, Колос, Комсомол, Перше Мая, селище Геологів) Сирдар'їнського району. Пізніше села Геологів і Талсуат (колишнє Александровське) утворили окремий Талсуатський сільський округ. 2018 року було ліквідовано  село Геологів.

## Склад
До складу округу входять такі населені пункти:
| Населений пункт | Колишні назви   | Населення, осіб (1989) | Населення, осіб (1999) | Населення, осіб (2009) | Населення, осіб (2021) |
| --------------- | --------------- | ---------------------- | ---------------------- | ---------------------- | ---------------------- |
| Геологів, село  | -               | 118                    | 460                    | 476                    | -                      |
| Талсуат, село   | Александровське | 120                    | 471                    | 677                    | 2497                   |